# Paul Gurran
Paul Gurran (11 de enero de 1893 - 22 de febrero de 1944) fue un general alemán en la Wehrmacht durante la II Guerra Mundial. Fue condecorado con la Cruz de Caballero de la Cruz de Hierro de la Alemania Nazi. Estuvo casado con Irmgard Begrich, prima de Joachim Begrich. Gurran murió el 22 de febrero de 1944 en un hospital de campaña en la Unión Soviética ocupada. Fue promovido póstumamente a Generalleutnant.

## Condecoraciones
- Cruz de Caballero de la Cruz de Hierro el 12 de septiembre de 1941 como Oberst y comandante del Infanterie-Regiment 506[2]